# 江東区立亀戸中学校
江東区立亀戸中学校（こうとうくりつ かめいどちゅうがっこう）は、東京都江東区亀戸に所在する区立中学校。
通称は「亀中」。

## 概要
1947年に浅間小学校（現：浅間竪川小学校）の一部を借り開校した。開校当初から伝統を重んじ、制服を変更していない。
亀中三大行事と呼ばれる　運動会・文化祭・送別合唱祭　の三つの行事には積極的に取り組んでいる。
近隣の浅間竪川小学校、第三大島小学校、第二亀戸小学校からの生徒が大多数を占め、生徒数は年々増加傾向にある。
英語授業ではALT（外国語指導助手）を派遣している。
保護者アンケートでの『亀戸中学校に通わせて良かった』という項目では、「そう思う」「大体そう思う」が92％と高い評価を得ている。
近年では、挨拶の向上が重要視され、登校時に保護者が校門の前で挨拶を行ったり、生徒や教師間で挨拶を積極的に行う「挨拶運動」が実施されている。
また、「6組」と呼ばれる特別支援学級を設けている。

## 沿革

### 経緯
亀戸中学校は昭和22年度の学制改革によって開校された。開校当時は浅間小学校の一部を借りて授業をしていたが、東京大空襲によって焼失された竪川小学校跡において昭和23年に教室新築落成した。昭和29年に特殊学級（現：特別支援学級）が設けられた。昭和55年に現校舎落成・記念式典を挙行した。現校舎が落成した際、地域住民から「この学校に池があったらいいんじゃない」という一言で憩いの池を建設した。当時は水漏れが相次いだが、様々な対策を立て、問題は解消された。

### 年表
- 昭和22年5月2日    浅間小学校の一部を借りて開校、学区亀戸大島両町、初代　山路喜太郎校長　着任
- 昭和23年12月18日  竪川小学校跡に7教室新築落成、落成式挙行
- 昭和24年6月5日    7教室増築
- 昭和25年4月1日    大島中学校新設、生徒630名分離
- 昭和27年5月30日   8教室増築
- 昭和28年3月31日   6教室増築
- 昭和28年9月30日   校庭整備完成
- 昭和29年4月1日    第二亀戸中学校新設、生徒284名分離、本校学区亀戸1・6・7・9丁目となる
- 昭和29年12月1日   特殊学級を措置、生徒7名
- 昭和32年4月1日    第二代　長沼富雄校長　着任
- 昭和32年10月1日   東京都産業教育指定校
- 昭和36年6月10日   屋内体育館落成式挙行
- 昭和37年8月10日   プール作成式挙行
- 昭和39年4月1日    第三代　松浦武校長　着任
- 昭和42年4月1日    第四代　竹内賢吾校長　着任
- 昭和42年12月14日  学級活動研究発表会
- 昭和45年3月3日    昭和44、45年度江東区教育委員会研究協力校中間発表
- 昭和45年11月7日   学研教育賞受賞
- 昭和45年11月27日  昭和44、45年度江東区教育委員会研究協力校研究発表
- 昭和46年4月1日    第五代　小林勝造校長　着任
- 昭和49年1月22日   学校安全努力校受賞
- 昭和49年11月26日  昭和48、49年度江東区教育委員会研究協力校研究発表
- 昭和50年4月1日    第六代　田澤秀夫校長　着任
- 昭和55年12月20日  新築校舎竣工
- 昭和55年12月22日  新校舎へ移転
- 昭和56年1月17日   新校舎移転記念式典挙行
- 昭和56年4月1日    第七代　金澤孝一校長　着任
- 昭和59年3月25日   塵介集積小舎工事及び焼却炉設置
- 昭和61年3月3日    区生活指導推進校発表
- 昭和61年4月1日    第八代　柿本芳正校長　着任
- 平成3年4月1日     第九代　佐藤喜八校長　着任
- 平成6年4月1日     第十代　大伴則二校長　着任
- 平成6年4月1日     区心身障害児理解教育推進校指定
- 平成9年3月3日     江東区生活指導推進協力校発表
- 平成10年4月1日    第十一代　国分恵弘校長　着任
- 平成12年2月28日   亀戸中学校評議委員会発足
- 平成14年4月1日    区地域連携推進事業の研究指定
- 平成15年4月1日    第十二代　富永紀子校長　着任
- 平成16年4月1日    二学期制導入
- 平成19年4月1日    第十三代　園田満三校長　着任
- 平成21年11月9日   平成20、21年度　江東区教育委員会研究協力校研究発表
- 平成24年4月1日    第十四代　小野和之校長　着任
- 平成27年4月1日    第十五代　山口博之校長　着任

## 教育目標
思いやりの心をもち、健康で主体的に行動できる人間を育成する。
- よく考え、正しく判断できる人
- 情緒豊かで、敬愛しあう人
- 責任をもって行動し進んで協力できる人

## 生徒会活動
- 生徒会
- 3年学級委員会
- 2年学級委員会
- 1年学級委員会
- 6組学級委員会
- 生活委員会
- 美化委員会
- 保健委員会
- 図書委員会
- 給食委員会
- 放送委員会
- 体育委員会

## 部活動

### 運動部
- 陸上部
- バドミントン部
- 硬式テニス部
- 男子バスケット部
- 女子バスケット部
- 卓球部
- ハンドボール部

### 文化部
- 美術部
- パソコン部
- 吹奏楽部
- 写真部
- 書道部
- 英語部
- 家庭科部

### その他
- 6組クラブ

## 学校行事
- 1年 遠足
- 1年 伝統工芸の体験
- 2年 移動教室
- 2年 職場体験
- 3年 修学旅行
- 3年 卒業遠足
- I組 遠足・卒業遠足
- 入学式
- 卒業式
- 運動会
- 文化祭
- 送別合唱祭
- 生徒総会

## 交通・アクセス
- JR東日本中央・総武緩行線亀戸駅東口より徒歩16分
- 東武鉄道亀戸線亀戸水神駅より徒歩11分
- 都営地下鉄新宿線東大島駅より徒歩9分
- 都営バス亀戸九丁目より徒歩1分

## 主な著名卒業生
- 柳家東三楼 - 落語家